# Bob van Laerhoven

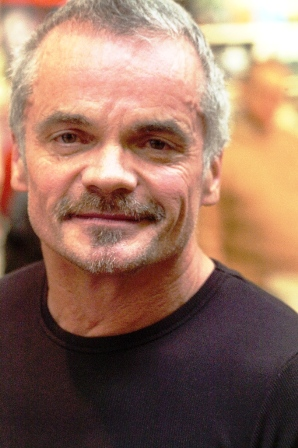
Bob van Laerhoven

Robert Victor Flora van Laerhoven (geboren am 8. August 1953 in Arendonk) ist ein flämischer Schriftsteller, Journalist und Übersetzer.
Seine ersten Romane wurden der Science-Fiction zugeordnet. Seit den 1980er Jahren schreibt Laerhoven vorwiegend Kriminalromane. Außerdem ist er Verfasser einer Reihe von Sachbüchern, er schreibt Jugendbücher und arbeitet außerdem als Übersetzer.
Für seinen Roman De wraak van Baudelaire („Baudelaires Rache“) wurde er 2007 mit dem Hercule-Poirot-Preis ausgezeichnet.
Seine Werke wurden ins Englische, Französische, Italienische, Portugiesische und Schwedische übersetzt.

## Auszeichnungen
- 1979: Benelux Award für die beste niederländische SF-Erzählung
- 1985: Havank-trofee für Poëtische wraak
- 2007: Hercule-Poirot-Preis für De wraak van Baudelaire
- 2009: Plantin Moretusprijs für Er is overal meer ginder dan hier
- 2014: USA Best Book Award für Baudelaire's Revenge (englische Übersetzung von De wraak van Baudelaire)

## Bibliografie
Romane und Prosa
- Phobie (1972)
- Van deftigen huize (1974)
- De kokons van de nacht (1977, mit Eddy C. Bertin)
- Inner smog (1978)
- De erfenis van Kilosh (1981)
- Nachtspel (1985)
- Façades (1985)
- Schermen (1986)
- Feria (1987)
- Het lange afscheid (1988)
- De stenen wachter (1990)
- Cadavre exquis (1992)
- Nachtvlucht naar Peru: het verhaal van een reis (1992)
- Niet voor publikatie (1994)
- De schaduw van Anna O. (1994, Neuausgabe von Schermen)
- Ver van huis: reisbrieven (1995)
- Koperen Gaby (1996)
- Dubbelspoor (1998, mit Hugo Marynissen)
- Pendeljaren : dagboek 1993–1997 (1998, Tagebücher)
- Mosk (2000)
- Tantra en de eenzame man (2000)
- Djinn (2001)
- Papaver (2002)
- Zeven brieven aan mijn callgirl (2005)
- De vinger van God (2005)
- De wraak van Baudelaire (2007)
- De vrouw die van Dante hield (2008)
- Terug naar Hiroshima (2010)
- Witse; Eeuwige liefde (2010)
- Zwart water (2011)
- Alejandro's leugen (2013)

Sammlungen
- Kip en vel (1973)
- Pluk mij, dappere! (1974)
- Hoogspanning (1984)
- Façades (1985)

Dramatisches und Szenisches
- De Ark (1988)
- Salto Mortale (1988)
- De grote God Pan (1994)
- Het Archimedesprincipe (1996)

Kinder- und Jugendliteratur
- Eerste kruiswoordspelletjes: 15 korte verhaaltjes om zelf te lezen met leuke plaatjes en kruiswoordspelletjes, deel 1 (9 Teile, 1984–1986)
- Spelenderwijs beter leren lezen (1985)
- Spelenderwijs vertrouwd met de taal : 24 verhaaltjes om zelf te lezen (1986)
- Vlucht uit Japan (1989)
- Viking! (1990)
- Een straatjongen in São Paulo (1990)
- Een lief mormel (1991)
- Ongeluk in de mijn (1991)
- Robin redt Reintje (1992)
- Snorkie wordt circus-artiest (1992)
- Bontje, het kalf (1992)
- Kiki, het kuiken (1992)
- Wolletje, het schaap (1992)
- Ik ben de beste! (1992)
- Dieren op de boerderij (1993)
- Withoorn wil vliegen (1995)
- Bozo de skunk (1997)

Kurzgeschichten
- Architectuur (1973)
- Baas (1973)
- De Droomdrug (1973)
- De Trap (1973)
- En de Schrijver die Schreef … (1973)
- God (1973)
- Het Nieuwe Begin (1973)
- Hun Dagen Zijn Geteld (1973)
- Kermis (1973)
- Kip en Vel (1973)
- Koek (1973)
- Laatste Jacht (1973)
- Lazarus (1973)
- Mieren (1973)
- Moeder (1973)
- Mozes (1973)
- Nachtmerrie in Grijs (1973)
- Niet Geprogrammeerd (1973)
- Noot (1973)
- Onmogelijk (1973)
- Relatief (1973)
- Rijp (1973)
- Sexy (1973)
- Tarzan (1973)
- Testament (1973)
- Varkens (1973)
- Verrrrrschrikkelijk (1973)
- Wens (1973)
- Wilt U in Erps-Kwerps Wonen? (1973)
- Ba! (1974)
- Ballustrade (1974)
- Dans (1974)
- Dood (1974)
- Het Ultieme Kunstwerk (1974)
- Laatste Dag (1974)
- Lief (1974)
- Deutsch: Trautes Heim. In: Wolfgang Jeschke (Hrsg.): Heyne Science Fiction Magazin #4. Heyne SF&F #3908, 1982, ISBN 3-453-30832-8.
- Liefde (1974)
- Mannen (1974)
- Pluk Mij, Dappere (1974)
- Proef (1974)
- Soul, de Magier (1974)
- Terug (1974)
- Tijddrinker (1974)
- Long Time Ago, Not Forgotten (1975, englisch)
- Wandelend Rond Kennedy (1975)
- Grijze Alliantie (1975)
- Deutsch: Das Ende und der Anfang. In: Ronald M. Hahn (Hrsg.): Die Tage sind gezählt. Heyne SF&F #3694, 1980, ISBN 3-453-30614-7.
- Dit Gore Geheugen van Me (1976)
- Jager (1976)
- Jaloers (1976)
- Zou dit mijn oude vriend de president kunnen zijn? (1976)
- Deutsch: Soll das mein alter Freund sein, der Präsident? In: Wolfgang Jeschke (Hrsg.): Science Fiction Story Reader 16. Heyne SF&F #3818., 1981, ISBN 3-453-30720-8.
- Emotie in Dimensie (1977)
- Pechvogel (1977)
- Pijnlied (1977)
- Wieg Me Zachtjes, Liefste, Want de Dood Komt Snel (1977, mit Eddy C. Bertin)
- Wandel unter Kennedy (1977, deutsch)
- Emotion in Dimension (1977, deutsch)
- Hingoo (1978)
- Boodschapper (1979)
- Verzadigingspunt (1979)
- Brand, Liefje, Ik Brand, en Er Is Niemand Om Mij te Blussen (1980, mit Eddy C. Bertin)
- El Pape (1983)
- Mandala (1984)
- Draadloze Verbinding (1985)
- Jeu D'Entrechats (1985)
- Katjesspel (1985)
- Reddingsaktie (1985)
- Tabak (1985)

Sachliteratur
- Leren zien zonder bril (1982)
- Aikido (1984, mit Jan Janssens)
- Leren zien zonder bril: een komplete zelfhulptherapie gebaseerd op de laatste onderzoeksresultaten (1982)
- Arré hier! (1990, Jahresgabe)
- Het gebed van Socrates (1993)
- Srebrenica: getuigen van een massamoord (1996)
- Moorddadig milieu in Vlaanderen. Moeder, waarop leven wij? (1997, mit Peter Cremers und Raf Willems)
- Mag ik nu klaarkomen? Pornokoning Dennis Black Magic (2003)
- De testosteron vervang therapie: een getuigenis (2006)
- Motorkoken voor beginners (2007, mit Olivier Elen)